# オレゴン魂
『オレゴン魂』（オレゴンだましい、原題: Rooster Cogburn）は、1975年製作のアメリカ合衆国の映画。1969年製作の西部劇映画『勇気ある追跡』の続編となる。

## あらすじ
アーカンソー州西部地区の保安官代理ルースター・コグバーン（ジョン・ウェイン）は、派手に人殺しをやりすぎるために、パーカー判事（ジョン・マッキンタイア）にバッジを取りあげられてしまう。
ところがある日、悪名高いホーク（リチャード・ジョーダン）をボスとする一味が、荷馬車一杯のニトログリセリンを運搬していた騎兵隊を皆殺しにする事件が勃発しており、一味の中にはルースターのかつての友人のブリード（アンソニー・ザーブ）も含まれているという。パーカー判事は、賞金2000ドルと終身保安官の地位を報酬に、ルースターへホーク一味の生捕りを命じる。
翌日、ルースターはホーク一味を追い、一味がすでにフォート・ルビーで教会の牧師のほか多数のインディアンを殺したことを知る。そして、牧師の娘であるユーラ（キャサリン・ヘップバーン）とインディアンの少年ウルフ（リチャード・ロマンチート）が、ルースターに協力を申し出る。ルースターは、何とか彼女を思いとどまらそうとしたが、結局2人を連れて旅を続けることになった。
やがて3人は、ホーク一味が騎兵隊から奪った荷馬車の周囲でキャンプしているのに出くわした。ホークとブリードは出かけて不在だったが、ルースターは巧妙な作戦で彼らを混乱させて荷馬車を奪い返す。その際、ユーラは少女時代に初恋の青年から教わった射撃と乗馬の腕前を生かしてルースターを援護する。これを機にルースターは彼女を見直す。
その後、3人は荷馬車を奪われた一味に追いかけられ、イカダで逃走を図る。先に河岸に着いたホークは河面にロープを張り渡し、イカダを止めようとする。一味のルークがスピードが落ちたイカダ目がけて発砲しようとするが、ブリードによって射殺され、ブリードもまたホークに射殺される。川巾がせばまった地点に流れ着いたルースターは、ニトロの箱を急流に落とし、それに向かって発砲する。待ち伏せしていたホーク一味は、爆発に巻き込まれて死亡する。
無事町に戻ったルースターは、パーカー判事から一味を皆殺しにしたことについて詰問されるが、ユーラの弁護で判事も納得し、約束通り保安官のバッジを渡す。

## キャスト
| 役名                                | 俳優                     | 日本語吹替         | 日本語吹替                                   | 日本語吹替                                                                              |
| 役名                                | 俳優                     | 機内上映版         | TBS版                                        | テレビ朝日版                                                                            |
| ----------------------------------- | ------------------------ | ------------------ | -------------------------------------------- | --------------------------------------------------------------------------------------- |
| ルーベン・J・“ルースター”コグバーン | ジョン・ウェイン         | 小林昭二           | 小林昭二                                     | 納谷悟朗                                                                                |
| ユーラ・グッドナイト                | キャサリン・ヘプバーン   |                    | 寺島信子                                     | 寺島信子                                                                                |
| ブリード                            | アンソニー・ザーブ       |                    | 筈見純                                       | 穂積隆信                                                                                |
| ホーク                              | リチャード・ジョーダン   |                    | 納谷六朗                                     | 勝部演之                                                                                |
| パーカー判事                        | ジョン・マッキンタイア   |                    | 塩見竜介                                     | 小松方正                                                                                |
| ルーク                              | ポール・コスロ           |                    |                                              |                                                                                         |
| レッド                              | ジャック・コーヴィン     |                    |                                              |                                                                                         |
| ウルフ                              | リチャード・ロマンチート |                    | 鈴木博                                       | 田中亮一                                                                                |
| リロイ                              | レイン・スミス           |                    |                                              |                                                                                         |
| シャンハイ・マッコイ                | ストローザー・マーティン |                    | 松熊信義                                     | 八奈見乗児                                                                              |
| その他                              |                          |                    | 大久保正信 広瀬正志 小関一 大山高男 郷里大輔 | 有本欽隆 辻村真人 若本紀昭 沢木郁也 目黒光祐 徳丸完 笹岡繁蔵 溝口綾 栗原みきこ 岡本章子 |
| 日本語版スタッフ                    |                          |                    |                                              |                                                                                         |
| 演出                                | 演出                     |                    | 佐藤敏夫                                     | 春日正伸                                                                                |
| 翻訳                                | 翻訳                     |                    | 山田実                                       | 宇津木道子                                                                              |
| 制作                                | 制作                     |                    | 東北新社                                     | グロービジョン                                                                          |
| 解説                                | 解説                     |                    | 荻昌弘                                       | 淀川長治                                                                                |
| 初回放送                            | 初回放送                 | ジャンボ機にて上映 | 1980年6月9日 『月曜ロードショー』            | 1984年6月10日 『日曜洋画劇場』                                                          |